# Gerbershausen
Gerbershausen est une commune allemande située dans l'arrondissement d'Eichsfeld en Thuringe.

## Géographie

Situation de Gerbershausen dans l'arrondissement

Gerbershausen est située dans l'ouest de l'arrondissement. La ville fait partie de la Communauté d'administration de Hanstein-Rusteberg et se trouve à 10 km au sud-ouest de Heilbad Heiligenstadt.

## Histoire
La première mention écrite du village de Gerbershausen date de 1120.
Gerbershausen a appartenu à l'Électorat de Mayence jusqu'en 1802 et à son incorporation à la province de Saxe dans le royaume de Prusse.
Occupé par le forces américaines en 1944, le village fut inclus dans la zone d'occupation soviétique après la Seconde Guerre mondiale avant de rejoindre le district d'Erfurt en RDA jusqu'en 1990.

## Démographie
| 1910 | 1933 | 1939 | 1995 | 2000 | 2004 | 2010 |
| ---- | ---- | ---- | ---- | ---- | ---- | ---- |
| 595  | 716  | 705  | 686  | 726  | 695  | 646  |